# Asia Rugby Championship 2025
Die Asia Rugby Championship 2025 war ein Wettbewerb für asiatische Nationalmannschaften in der Sportart Rugby Union. Es handelte sich um die 36. Ausgabe der vom Verband Asia Rugby organisierten Rugby-Union-Asienmeisterschaft. Beteiligt waren vier Mannschaften, den Asienmeistertitel gewann zum sechsten Mal Hongkong.
Ausgetragen wurde lediglich der Wettbewerb der Top Division mit vier Teilnehmern. Er diente auch als letzte asiatische Qualifikationsrunde für die Weltmeisterschaft 2027. Der Sieger qualifizierte sich direkt, während der Zweitplatzierte anschließend ein Play-off gegen den Zweiten aus Afrika bestritt.

## Play-off Top Division / Division 1
| 19. April 2025 16:00 SLST | Sri Lanka | 59 : 19        | Malaysia                                                                                                   | Colombo Racecourse, Colombo Schiedsrichter: Jaco de Wit (VAE) |
| 19. April 2025 16:00 SLST | Versuche: J. Madushanka (2) 5. n.erh., 63. erh. Ranjan 23. erh. A. Madushanka 32. erh. Ekanayake (3) 36. erh., 49. erh., 53. erh. Marasinghe 41. erh. Wickramarachichi 77. n.erh. Erhöhungen: Zubair (7/9) | (26:7) Bericht | Versuche: Vaqa Saukuru (3) 11. erh., 60. erh., 72. n.erh. Erhöhungen: Aqil Kamsol (1/1) Bin Nasrudin (1/2) | Colombo Racecourse, Colombo Schiedsrichter: Jaco de Wit (VAE) |

Malaysia stieg in die Division 1 ab.

## Top Division
|    | Land                         | Spiele | Siege | Unent. | Ndlg. | Spiel- punkte | Diff. | Bonus- punkte | Tabellen- punkte |
| -- | ---------------------------- | ------ | ----- | ------ | ----- | ------------- | ----- | ------------- | ---------------- |
| 1. | Hongkong                     | 3      | 3     | 0      | 0     | 191:39        | + 152 | 3             | 15               |
| 2. | Vereinigte Arabische Emirate | 3      | 2     | 0      | 1     | 77:100        | − 23  | 2             | 10               |
| 3. | Südkorea                     | 3      | 1     | 0      | 2     | 96:142        | − 46  | 3             | 7                |
| 4. | Sri Lanka                    | 3      | 0     | 0      | 3     | 62:145        | − 83  | 2             | 2                |

4 Tabellenpunkte für Sieg, 2 Tabellenpunkte für Unentschieden, 1 Bonuspunkt bei vier oder mehr Versuchen, 1 Bonuspunkt bei Niederlage mit weniger als sieben Zählern Differenz.
Ergebnisse
| 13. Juni 2025 16:00 SLST | Sri Lanka | 34 : 38         | Südkorea | Colombo Racecourse, Colombo Zuschauer: 2000 Schiedsrichter: JP Clements (VAE) |
| 13. Juni 2025 16:00 SLST | Versuche: Zubair 15. erh., 63. erh. Bandara 40. erh. Thilakaratne 41. erh. Jansen 45. n.erh. Ekanayake 76. n.erh. Erhöhungen: Ratwatte (3/5) Straftritte: Ratwatte (1/1) 20. | (17:20) Bericht | Versuche: Jeong 5. erh. Ok 37. erh. Nam 47. erh. Seok 54. n.erh. Yeon 61. n.erh. Strafversuch Erhöhungen: Hyun (3/5) | Colombo Racecourse, Colombo Zuschauer: 2000 Schiedsrichter: JP Clements (VAE) |

| 14. Juni 2025 19:30 UAEST | Vereinigte Arabische Emirate                                                       | 10 : 43         | Hongkong | The Sevens Stadium, Dubai Schiedsrichter: Katsuki Furuse (Japan) |
| 14. Juni 2025 19:30 UAEST | Versuche: Janes 19. erh. Erhöhungen: Johnson (1/1) Straftritte: Johnston (1/1) 30. | (10:22) Bericht | Versuche: Donnell 12. erh. Denmark 24. n.erh. Chapman 36. erh. Worley 46. erh. Strafversuch 60. Scott 71. erh. Erhöhungen: De Thierry (3/4) Altier (1/1) Straftritte: De Thierry (1/1) 3. | The Sevens Stadium, Dubai Schiedsrichter: Katsuki Furuse (Japan) |

| 21. Juni 2025 15:00 KST | Südkorea | 36 : 38         | Vereinigte Arabische Emirate | Namdong-Rugby-Stadion, Incheon Zuschauer: 500 Schiedsrichter: Morgan White (Hongkong) |
| 21. Juni 2025 15:00 KST | Versuche: Strafversuch 27. Jae 32. erh. In 35. erh. Jun 41. n.erh. Hyun 45. erh. Erhöhungen: Hyun (3/4) Straftritte: Hyun (1/1) 64. | (21:30) Bericht | Versuche: Sejean 10. erh. Volavola (3) 20. erh., 69. erh., 72. n.erh. Stapley 40. erh. Janes 58. n.erh. Erhöhungen: Johnson (4/6) | Namdong-Rugby-Stadion, Incheon Zuschauer: 500 Schiedsrichter: Morgan White (Hongkong) |

| 22. Juni 2025 16:30 HKT | Hongkong | 78 : 7         | Sri Lanka                                             | Kai Tak Sports Park, Kowloon Zuschauer: 1500 Schiedsrichter: Jaco De Wit (VAE) |
| 22. Juni 2025 16:30 HKT | Versuche: Scott 11. erh. van der Smith (3) 16. erh., 63. erh., 77. n.erh. Worley (3) 19. n.erh., 55. erh., 80. erh. Hrstich 23. erh. Altier (2) 30. erh., 43. n.erh. MacKinlay-West 67. erh. Sayers 70. erh. Erhöhungen: De Thierry (2/3) Altier (7/8) | (33:7) Bericht | Versuche: Bandara 38. erh. Erhöhungen: Ratwatte (1/1) | Kai Tak Sports Park, Kowloon Zuschauer: 1500 Schiedsrichter: Jaco De Wit (VAE) |

| 4. Juli 2025 16:00 SLST | Sri Lanka | 21 : 29         | Vereinigte Arabische Emirate | Colombo Racecourse, Colombo Zuschauer: 1000 Schiedsrichter: Craig Chan (Hongkong) |
| 4. Juli 2025 16:00 SLST | Versuche: Rifan 19. erh. Karunathilake 43. n.erh. Erhöhungen: Ratwatte (1/2) Straftritte: Ratwatte (3/3) 11., 23., 40. | (16:22) Bericht | Versuche: Stapley (2) 6. erh., 72. erh. Janes 13. n.erh. Naisau 38. erh. Erhöhungen: Johnson (3/4) Straftritte: Johnson (1/1) 30. | Colombo Racecourse, Colombo Zuschauer: 1000 Schiedsrichter: Craig Chan (Hongkong) |

| 5. Juli 2025 15:00 KST | Südkorea                                                                                                 | 22 : 70        | Hongkong | Namdong-Rugby-Stadion, Incheon Zuschauer: 1000 Schiedsrichter: Ibuki Tetsuka (Japan) |
| 5. Juli 2025 15:00 KST | Versuche: Yong (2) 57. erh., 64. erh. In 68. n.erh. Erhöhungen: Jeong (2/3) Straftritte: Jeong (1/1) 15. | (3:42) Bericht | Versuche: Worley 2. erh. Post (2) 13. erh., 28. erh. Hrstich (2) 21. erh., 54. erh. Altier 24. erh. Sawye 40. erh. Sayers 45. erh. Denmark 61. erh. van der Smith 78. erh. Erhöhungen: De Thierry (9/9) Altier (1/1) | Namdong-Rugby-Stadion, Incheon Zuschauer: 1000 Schiedsrichter: Ibuki Tetsuka (Japan) |